# Margarita de Francia, condesa de Vexin
Margarita de Francia nació en París, Francia, en el año 1158, siendo la primera de las dos hijas del rey Luis VII de Francia, y de Constanza de Castilla, su segunda esposa. Reina consorte de Hungría, esposa del rey Béla III de Hungría.

## Biografía
El 4 de octubre de 1160, su madre, la reina Constanza, muere al dar a luz a su segunda hija, Adela de Francia.
El 2 de noviembre de ese mismo año, en Neubourg, Normandía, se compromete con el príncipe Enrique de Inglaterra, hijo mayor y presunto heredero del rey Enrique II de Inglaterra. Como dote, la pequeña princesa lleva el estratégico condado de Vexin, situado entre Normandía y París.
Enrique y Margarita se casan formalmente en la catedral de Winchester, el 27 de agosto de 1172. Su único hijo, Guillermo, nace prematuramente en París, el 19 de junio de 1177, y muere 3 días más tarde, el 22 de junio. La dificultad del parto la habría dejado incapacitada para volver a concebir.
En 1182 fue acusada de adulterio con Guillermo Marshal, conde de Pembroke, pero los cronistas contemporáneos dudaron seriamente de la veracidad de estos hechos. Su esposo Enrique habría estado buscando obtener la anulación de su matrimonio bajo la fachada de una infidelidad, pero en realidad habría querido el divorcio porque su esposa ya no podía darle un heredero. Margarita fue enviada a Francia, al parecer, para protegerla durante la Guerra Civil, junto a su cuñado Ricardo I Corazón de León. Su esposo, Enrique, moriría, víctima de disentería, el 11 de junio de 1183, sin que el proceso de anulación de su matrimonio llegara a término.
Luego de recibir una generosa pensión económica a cambio de renunciar a sus derechos sobre Vexin, Margarita se casó en 1186 con el rey Bela III de Hungría (Este matrimonio durará 10 años, hasta la muerte del rey en 1196). Como reina consorte húngara, Margarita ejerció gran influencia sobre su esposo, y fue ella en 1189 quien convenció a su esposo de que liberase su cuñado, el príncipe Geza de Hungría, hermano menor del rey que había conspirado en varias ocasiones para obtener el trono húngaro. En el momento en que los ejércitos de Federico I Barbarroja en la Tercera Cruzada llegaron al reino, surgió como una posibilidad que el príncipe Geza lo acompañase. De esta manera, escuchando el consejo de su esposa Bela permitió que se marchase junto al emperador germánico y 2.000 soldados húngaros.
Luego de la muerte del rey Bela III en 1196, Margarita entonces comenzó un peregrinaje a Tierra Santa, muriendo en la ciudad de San Juan de Acre en 1197, a los 39 años de edad y apenas unos días después de haber llegado allí. Según el cronista Ernoul, fue sepultada en la catedral de Tyrus.